# Кирил Перпирас
Кирил (на гръцки: Κύριλλος, Кирилос) е гръцки духовник, митрополит на Вселенската патриаршия.

## Биография
Роден е в 1790 година със светското име Михаил Перпирас (Μιχαήλ Περπυράς) на Айвалъшките острови (Мосхонисия). През ноември 1821 година е избран и по-късно ръкоположен за китроски епископ. В 1838 година подава оставка. През октомври 1842 година е избран за коски митрополит. Умира през юли 1843 година от апоплектичен удар.